# ابابکر (پاکستان)
ابابکر (به انگلیسی: Ababakar) یک منطقهٔ مسکونی در پاکستان است که در ناحیه اتک واقع شده‌است.